# USS Oscar Austin (DDG-79)

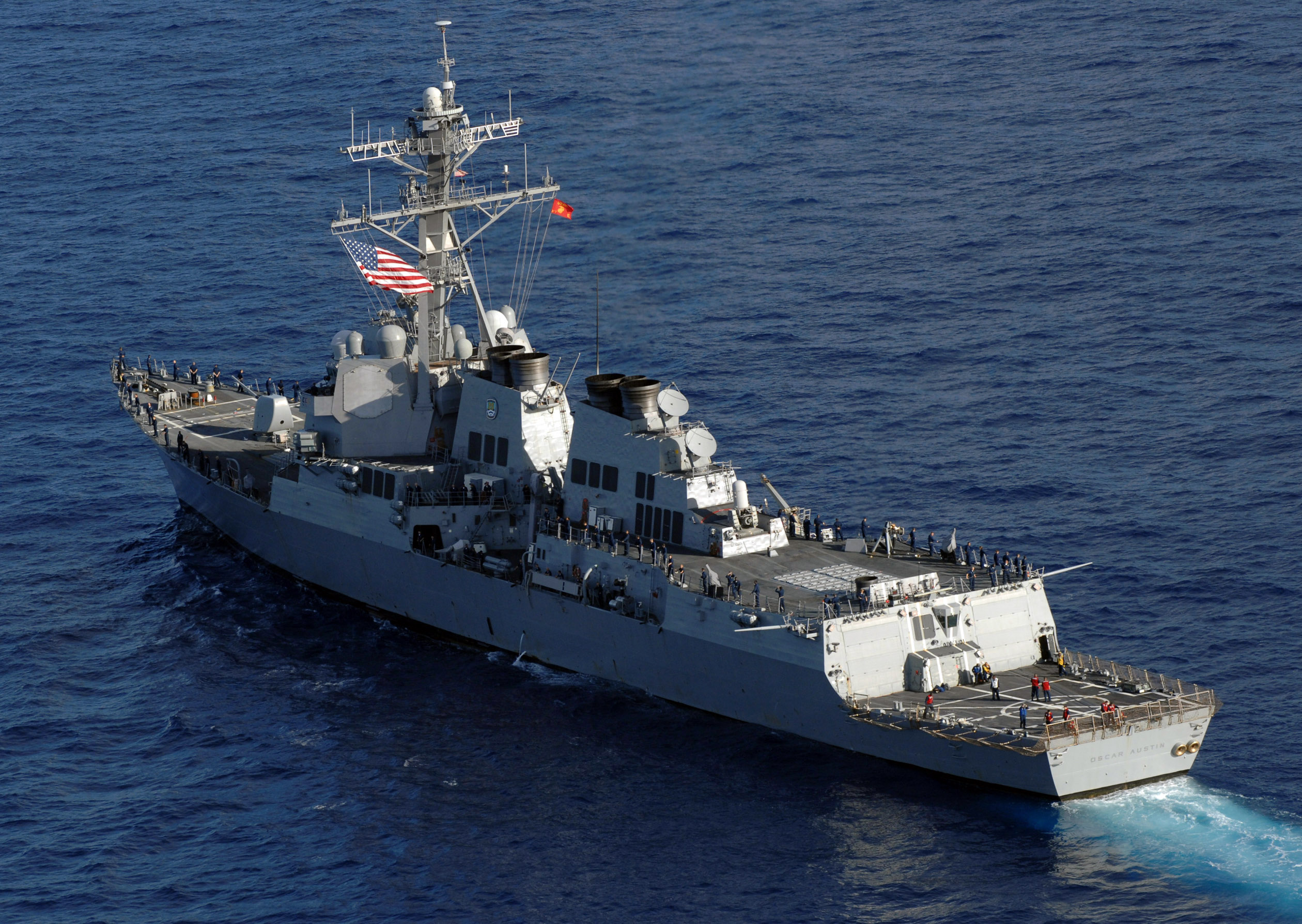
O Oscar Austin em 2007.

O USS Oscar Austin é um contratorpedeiro da classe Arleigh Burke pertencente a Marinha de Guerra dos Estados Unidos. Em 2003, ele participou da chamada "Operação Iraque Livre".

## Galeria de fotos

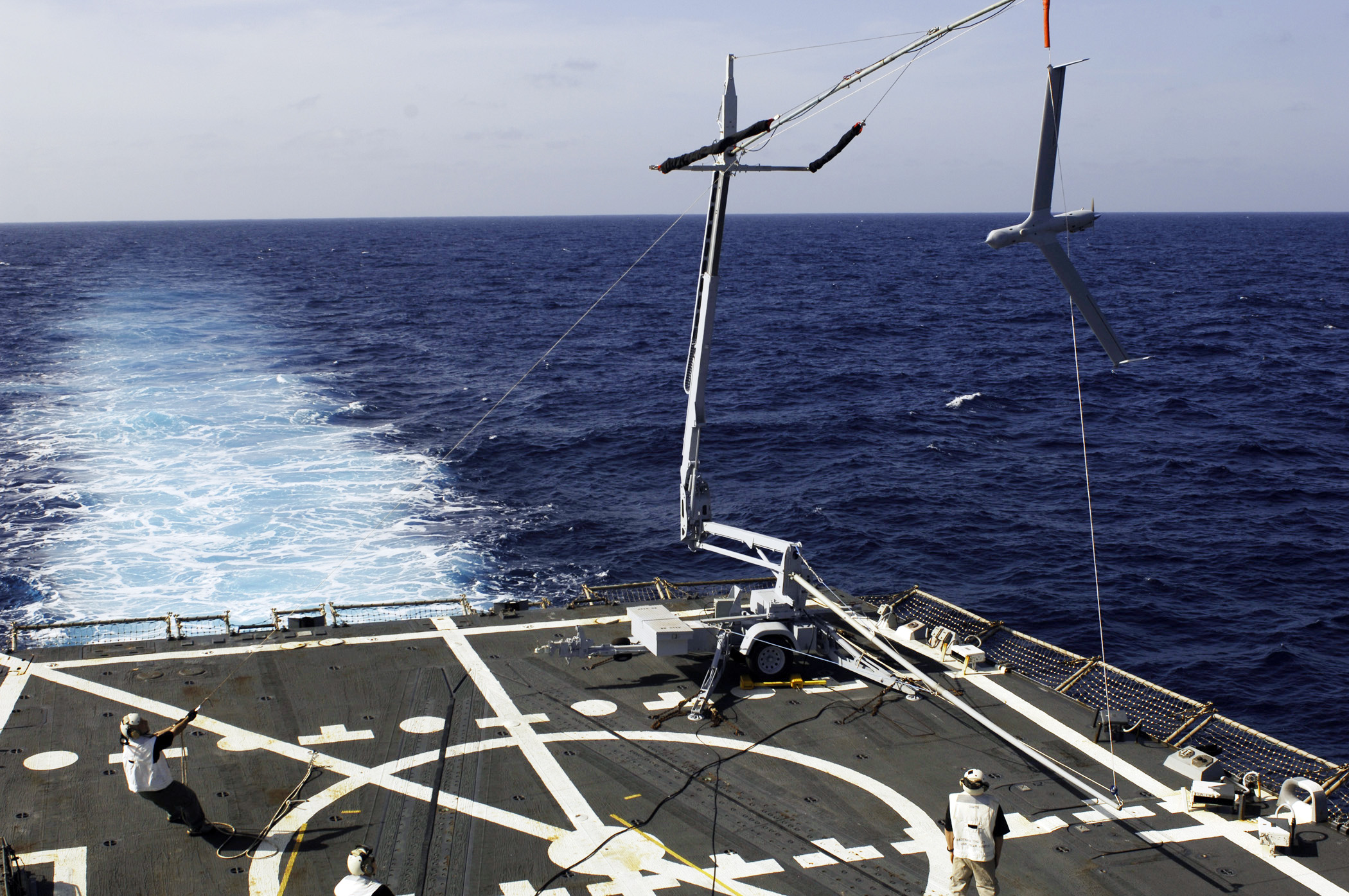
A parte traseira do USS Oscar Austin.
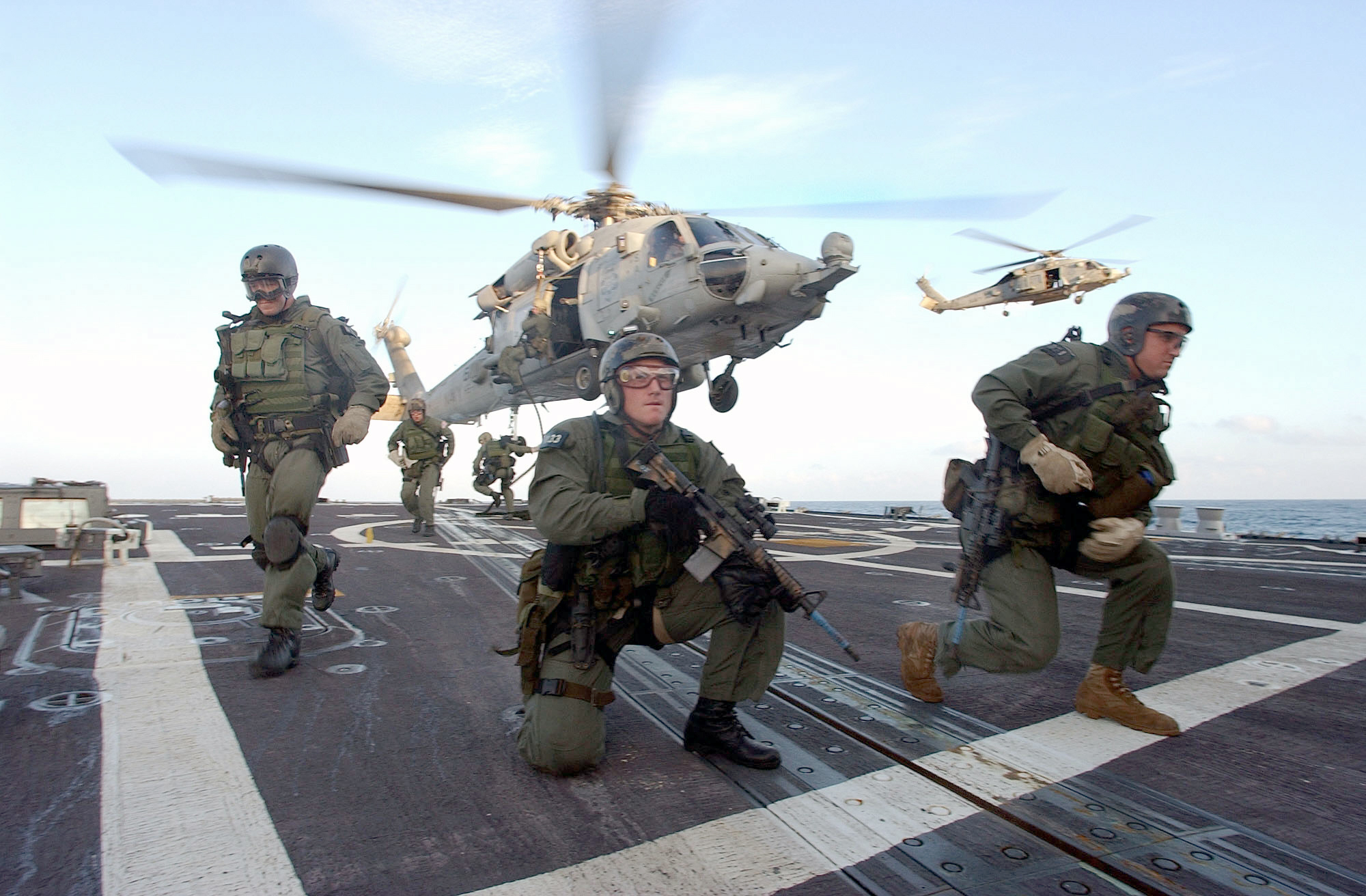
Um grupo de Navy SEALs desembarcando no navio.
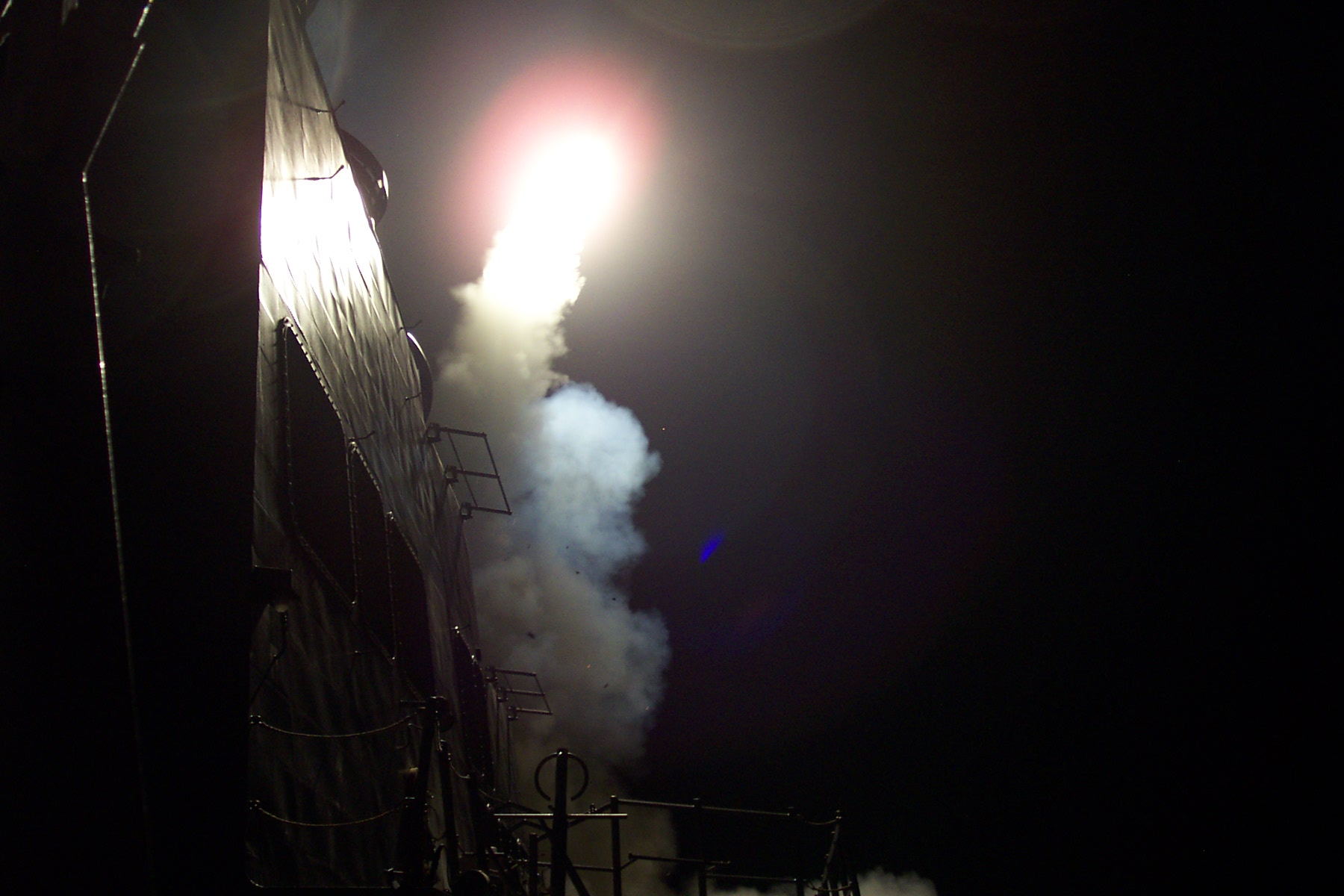
O Oscar Austin disparando um míssil tomahawk.
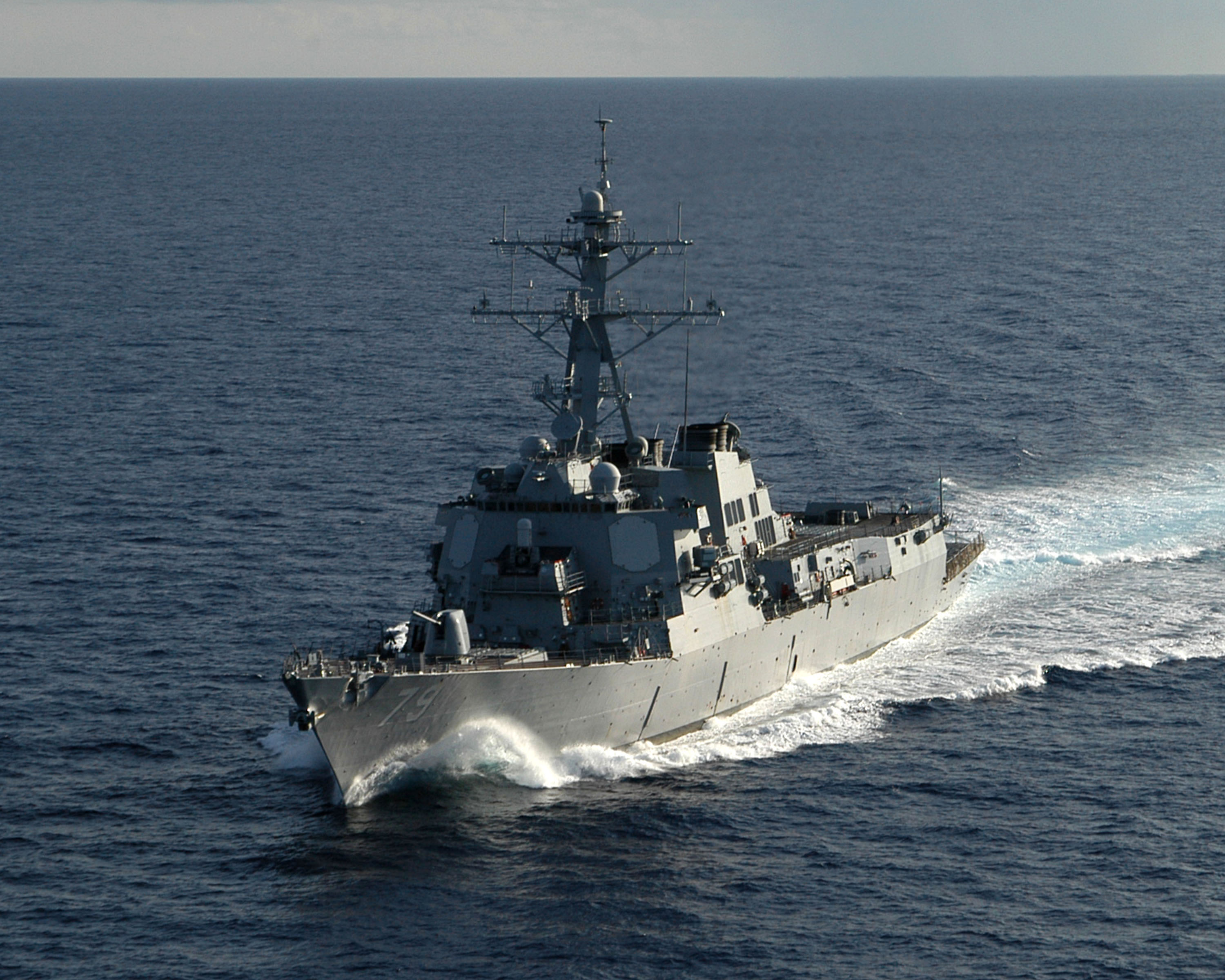
O Oscar Austin em alto-mar.
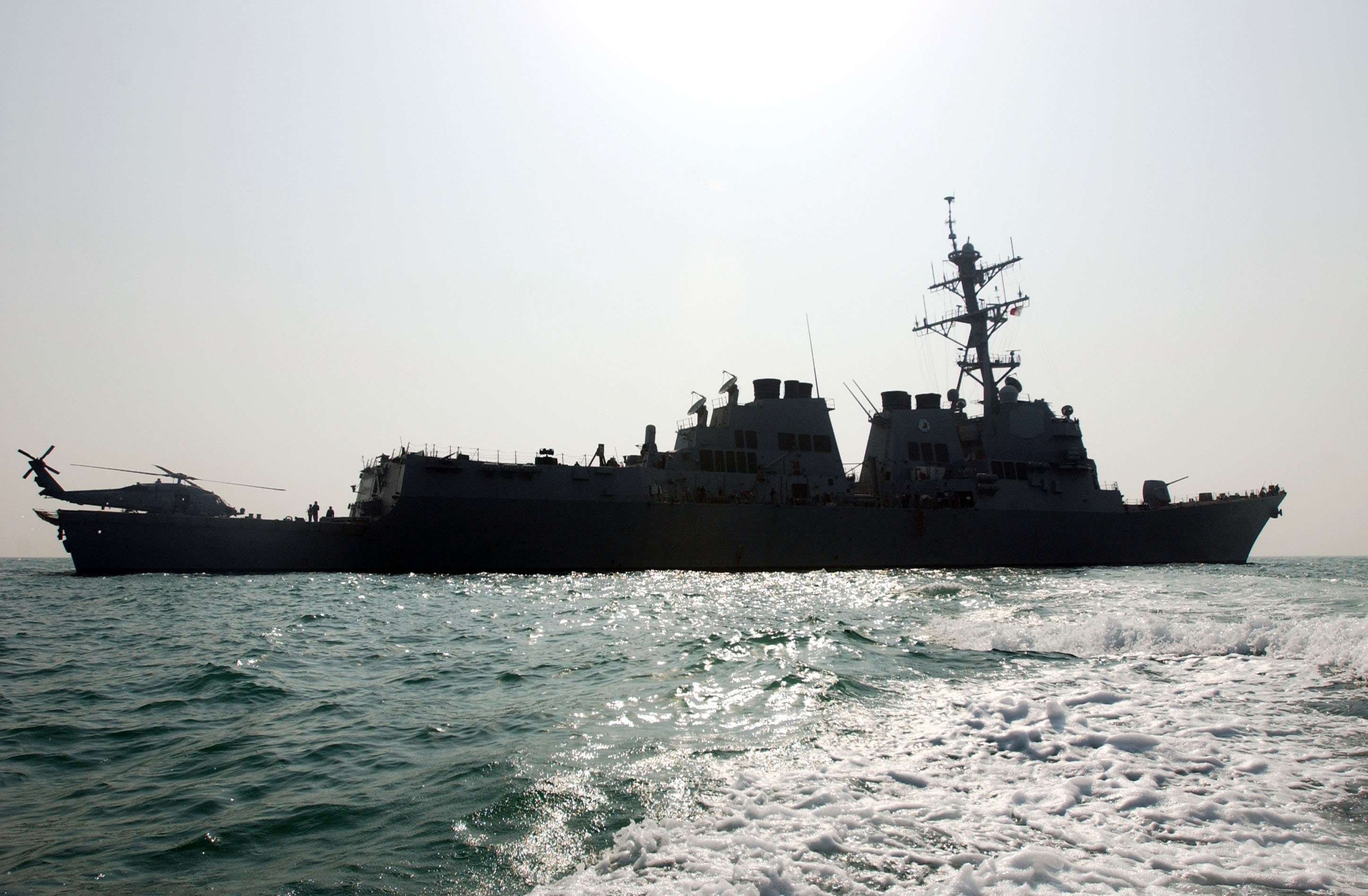
O USS Oscar Austin em patrulha pelo Golfo Pérsico
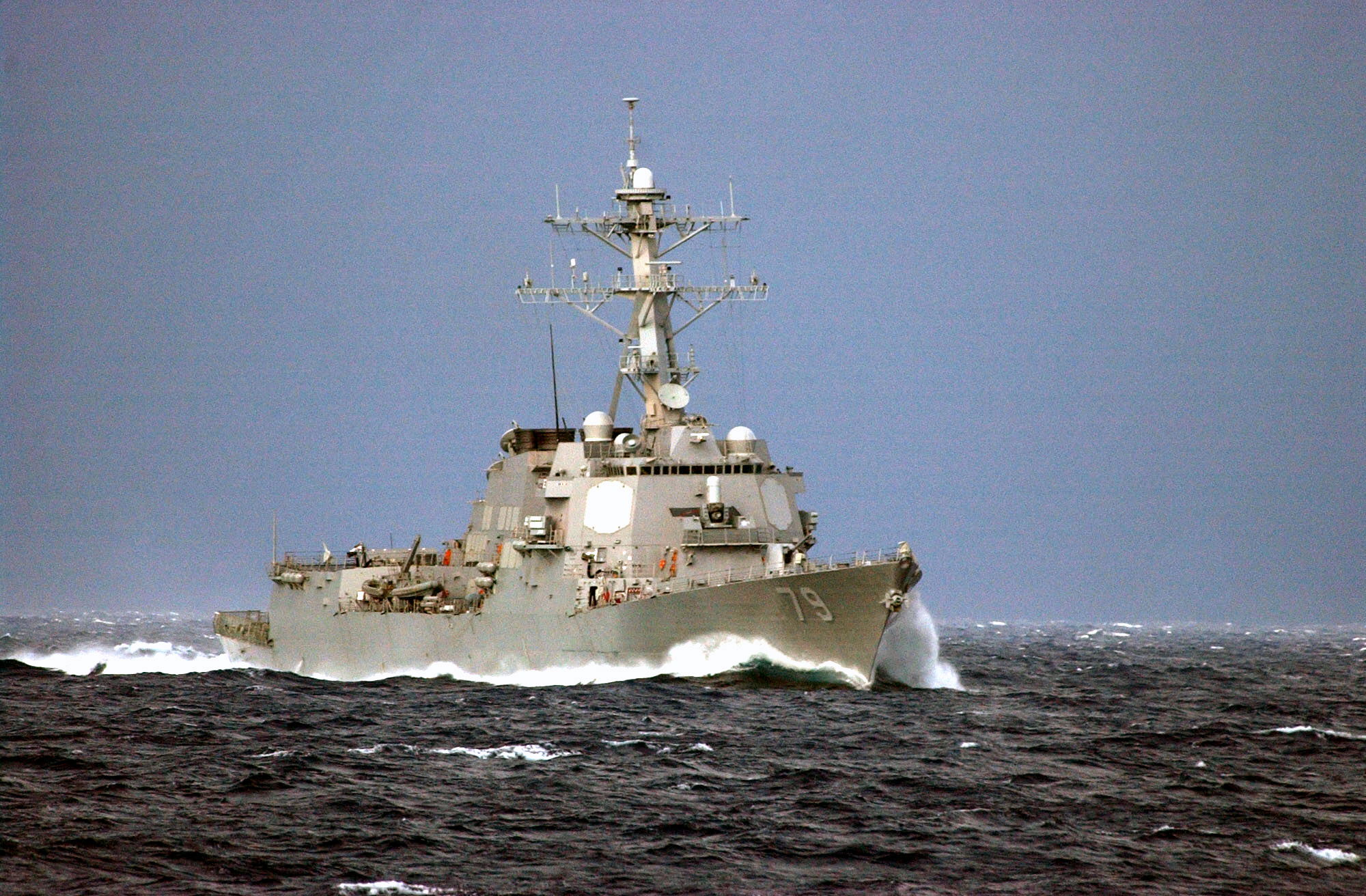
O DDG-79 em operação.